# Aventura (telenovela)
Aventura é uma telenovela mexicana, produzida pela Televisa e exibida em 1970 pelo El Canal de las Estrellas.

## Elenco
- Sonia Furió
- Lorenzo de Rodas
- Virginia Gutiérrez
- Enrique Anguilles